# Kantaok
Kantaok es una comuna (khum) del distrito de Engk Snuol, en la provincia de Kandal, Camboya. En marzo de 2008 tenía una población estimada de 12 511 habitantes.
Se encuentra ubicada al sur del país, en la llanura central camboyana, a escasa distancia del río Mekong, de Nom Pen —la capital del país— y de la frontera con Vietnam.